# بی‌ایی-۲
بی‌ایی-۲ (به انگلیسی: Royal_Aircraft_Factory_B.E.2) یک هواگرد از نوع بمب افکن سبک شناسایی ساخت شرکت Royal Aircraft Factory, ویکرز، بریستول ایروپلین است. هواگرد بی‌ایی-۲ نخستین پروازش را در ۱ فوریه ۱۹۱۲ میلادی انجام داد. این هواگرد در سال ۱۹۱۲ میلادی رسماً معرفی گردید. در مجموع، تعداد ~ ۳٬۵۰۰ فروند از این هواگرد ساخته شده‌است.
طراح این هواگرد، جفری د هویلند، E.T. Busk بود.